# کییه (استان اشوی‌داشکسیه)
'Kije یک روستا در Pińczów poviat است، این بخشی از روستای Brześć در لهستان است، روستای Kije در کمونه کیجه واقع شده است.